# 경주공업고등학교
경주공업고등학교(慶州工業高等學校)는 대한민국 경상북도 경주시 사정동에 위치한 공립 고등학교이다.

## 학교 연혁
- 1932년 11월 1일 : 경주공예실수학교로서 황오동에서 개교
- 1945년 9월 1일 : 경주 공립초급중학교로 개칭
- 1947년 8월 8일 : 경주공업중학교로 개칭
- 1949년 8월 30일 : 사정동 현 위치로 이전
- 1951년 9월 25일 : 경주공업고등학교로 개칭
- 1951년 9월 25일 : 3년제 4학급(토목, 화학공업, 요업, 건축)
- 1994년 9월 15일 : 공동실습소 실습장 및 기숙사 착공
- 1996년 1월 11일 : 강당 준공
- 1999년 11월 30일 : 식당 준공
- 2003년 12월 18일 : 석등관(학생 생활관) 개관
- 2012년 6월 14일 : 다목적관 준공
- 2016년 1월 6일 : 체육관(청람관) 리모델링
- 2016년 3월 1일 : 2016학년도 경상북도교육청 자체 지정 연구학교(산학일체 도제형 직업교육 2016.3.1~2018.2.28)
- 2019년 3월 1일 : 학칙변경(드론측량토목 1, 폴리메카닉스 2, 전기에너지 2, 전자제어 2)
- 2019년 3월 1일 : 제28대 이국필 교장 부임
- 2020년 3월 1일 : 학칙변경(드론측량토목 1, 폴리메카닉스 2, 전기에너지 2, 스마트전자 2)
- 2022년 2월 4일 : 제71회 졸업식(졸업생 80명) 졸업생 누계 24,882명
- 2022년 3월 1일 : 학과 변경(폴리메카닉스→스마트융합기계과)
- 2023년 3월 2일 : 제75회 입학식(입학생 108명)
- 2026년(예정): 마이스터고등학교 지정
- 2026년(예정): 한국반도체마이스터고등학교 교명 변경

## 설치 학과
- 스마트전자과
- 스마트융합기계과
- 전기에너지과

## 참고 자료
- 경주공업고등학교 - 한국교육학술정보원 학교알리미